# باول هاموند (مصمم رقص)
باول هاموند (بالإنجليزية: Paul Hammond) هو مصمم رقص أسترالي، ولد في 16 ديسمبر 1922، وتوفي في 10 سبتمبر 2010.